# 文鹤站
文鶴站（：／ Munhak yeok */?）曾为韩国铁路水仁线上的一个车站，位于南洞站和松岛站之间，目前已废止。

## 历史
- 1937年8月5日，落成使用。